# Il settimo papiro (miniserie televisiva)
Il settimo papiro (titolo originale The Seventh Scroll) è una miniserie televisiva del 1999. La storia prende ispirazione dai romanzi Il dio del fiume e Il settimo papiro di Wilbur Smith. 

## Trama
Oggi
L'egittologa Royan, insieme al marito archeologo Duraid e al figlio Hapi, segue le tracce lasciate dallo schiavo Taita 4000 anni fa per raggiungere la tomba del faraone Mamose. Il magnate delle telecomunicazioni e collezionista di reperti egizi senza scrupoli Grant Schiller cerca in tutti i modi di rubare il lavoro svolto da Royan e suo marito per trovare lui stesso la tomba. In un'incursione dei sicari di Schiller nella casa di Royan, Duraid rimane ucciso; lei e il figlio continuano però le ricerche e accettano l'aiuto di Nick Harper, un avventuriero amico di Duraid. Con Nick partono quindi per l'Etiopia, diretti al monastero copto eretto su quella che si ritiene essere la tomba di san Frumenzio. Penetrati in gran segreto nella cripta, Nick e Royan scoprono un sarcofago faraonico anziché le spoglie più recenti del santo. A questo punto i tre protagonisti vengono raggiunti e rapiti da Grant e dalla sua socia Gina.
Flashback
La giovane Lostris viene scelta come consorte dall'anziano faraone Mamose. A corte si trasferisce anche il sapiente schiavo Taita, il precettore di Lostris, fatto evirare dal padre della ragazza. La notizia dell'invasione degli Hyksos affretta la morte del sovrano egizio. La vedova del faraone concepisce un figlio con il comandante dell'esercito Tanus e muore nel darlo alla luce. Il piccolo, a cui Lostris ha dato il nome Hapi, rimasto orfano di entrambi i genitori viene affidato da Taita alle acque del Nilo.

## Distribuzione
La miniserie, in preparazione già nel 1996, è stata trasmessa in prima TV su Canale 5 in due puntate il 15 e 16 giugno 1999. È stata successivamente replicata in orario pomeridiano sulla stessa rete.